# アンドレ・ブルトン
アンドレ・ブルトン（André Breton, 1896年2月19日  - 1966年9月28日）は、フランスの詩人、文学者、シュルレアリスト。誕生日について、ブルトンはしばしば2月18日とも公言しているが、それは詩的な意味であり、書類などでは2月19日生まれとはっきり記されている。

## 生涯
ブルトンの父親は元警察官であり、母親は元お針子で、ブルトンは医学校で精神医学に興味を持った。だが、第一次世界大戦に召集されたため、ブルトンの医学の勉強は中断になってしまった。彼はその頃、当時フランスではあまり知られていなかったフロイトの心理学に触れた。
終戦後、ルイ・アラゴン、フィリップ・スーポーらと共に、ダダに参加した。1919年1月6日、ナントのホテルでジャック・ヴァシェ（「戦争の手紙」などで知られるダダの先駆者）が阿片と阿片チンキの過飲のために自殺。1月22日にブルトンがはじめてチューリッヒのトリスタン・ツァラに手紙を書いて、ヴァシェの死を知らせた。3月、アラゴン、ブルトン、スーポーの3人の編集で、パリ・ダダの機関誌「リテラチュール」第一号が出る。4月刊の第二号からは、（イジドール・デュカス（詩人ロートレアモンの本名）の『ポエジー』が載り始める。ブルトンが国立図書館で発掘したというのが通説だが、これは誤りである。ジャック・ヴァシェはブルトンに宛てた手紙で、唯一見どころがあるのはアルフレッド・ジャリだけだと書いており、ノエル・アルノーらのジャリに関する論考によって、少なくとも死去した1907年以前に既にジャリがロートレアモンを重要な作家の一人だと位置づけており、存在を知っていたのは疑いようのない事実である。したがって、アルフレッド・ジャリがロートレアモンを発掘し、ヴァシェを通してブルトンが「リテラチュール」で紹介した。
翌1920年1月、ようやくトリスタン・ツァラがパリにやってきて、パリのダダイスト一同に歓迎される。（マン・レイが、ダダイストとしてニューヨークからパリに来たのは1921年になってからだった。）

### ダダからシュルレアリスムへ
1920年代に入って、トリスタン・ツァラと対立し、ダダと決別。以後、アラゴンやスーポー、またロベール・デスノス（Robert Desnos）らと新たな芸術運動を展開、眠りながらの口述などの実験を試み、1924年、「シュルレアリスム宣言」の起草によって、シュルレアリスムを創始した。ブルトンはジャック・ヴァシェの「戦時の手紙」出版し、暗唱を命じた。
1924年5月のはじめには、実験詩ならぬ実験旅行（ヴォワイヤージュ・エクスペリアンス）が、アラゴン、ブルトン、マックス・モリーズ、ロジェ・ヴィトラックの四人で企てられ、偶然に地図の上から選ばれた町、ブロワに汽車で赴いている。
以後、『シュルレアリスム革命』誌の編集長となり、シュルレアリスムに感化された多くの芸術家がパリに集まる。ブルトン自身は、拡大していくシュルレアリスムの中心的存在「法王」として君臨し続け『ナジャ』などの作品や多くの評論を著した。

### 第二次世界大戦と亡命、晩年
第二次世界大戦中にはアメリカ合衆国のニューヨークに亡命していたが、マルティニークを経由した際にエメ・セゼールと出会い『熱帯』や『帰郷ノート』に衝撃を受けた。亡命後は合衆国でも活動を続け、戦後はフランスに戻る。
シュルレアリスムから芸術家たちが離れていく中で、ブルトンは終生そのシュルレアリストとしての立場を貫いた。1966年で70歳で死去。
ブルトンの遺言執行人に指名されたジャン・シュステルは1969年10月４日に「構造が街路に落ちた」と言い遺しシュルレアリスムの終わりを宣言する。
著書の中では既存の芸術を批判していることが多い。ただし、ルネサンス期の画家ウッチェロを好んでもいた。
パリ9区のフォンテーヌ通り42番地にアパルトマンを持ち、ブルトンの書斎には、絵画などの芸術作品だけでなく、アフリカの民芸品などが多数あり、ブルトンはそれをときには交換や、寄付をするなどしていた。ブルトンの娘オーブらが守ってきたそれらの膨大なコレクションは、批判がありながらも、2003年オークションにかけられることになった。
2008年5月21日には、ブルトンの「シュルレアリスム宣言」など9点の自筆原稿がパリのサザビーズでオークションにかけられ、パリの書簡直筆原稿博物館が、360万ユーロ(約5億8千万円)で落札した。
日本の特撮「ウルトラマン」シリーズに登場する怪獣「ブルトン」は、ダダから採られた「三面怪人ダダ」と共に本人にちなむ。

## 共産主義との関係

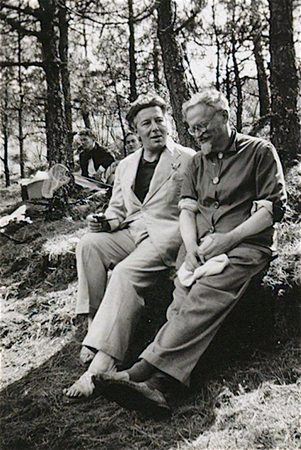
トロツキーと歓談するブルトン（1938年）

1926年頃、ブルトンらのシュルレアリスム運動は、当時の革命的組織、共産党からの厳しい批判を受けた。「正当防衛」などによっての自己弁護も、ほとんど理解されず、結局ブルトンは、数人の同志と、あえて共産党に入党するということを選んだ。それでも共産党からの追及は厳しく、また思想などが本質的に異なっていたために、結局離れることになる。しかし、アラゴンやエリュアールなどは、後に共産主義に進んだ。シュルレアリストのグループ内で、共産主義の集団に「反啓蒙的な傾向がある」と、ブルトンは判断していたらしい。
ただし、ブルトンはトロツキーの著書『レーニン』に感銘を受け、それ以来影響を受けてもいる。1940年頃には、当時メキシコシティの隠れ家に住んでいたトロツキーを訪ね、共著として『独立芸術革命のために』を発表した。

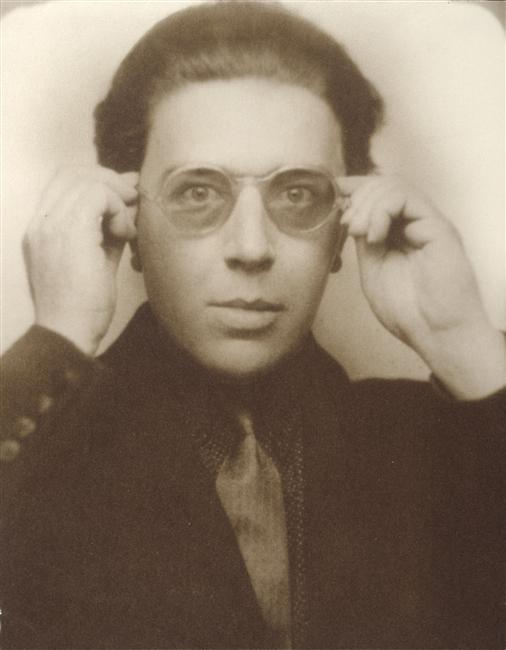
「シュルレアリスム宣言」発表の頃のブルトン

## シュルレアリスム宣言
1924年作。シュルレアリスムを運動として組織し、拡大させるきっかけとなった書物。元々『シュルレアリスム宣言』は、自動記述による物語集『溶ける魚』の序文として書かれていたが、シュルレアリスムという言葉をはっきりと定義したことで、宣言へと姿を変えることになった。本来の書名は『シュルレアリスム宣言・溶ける魚（Manifeste du surréalisme/Poisson soluble）』となっており、『宣言』に『溶ける魚』を併収する形をとっていた。しかし、後に出版される、いわゆる『宣言集』などでは『第二宣言』『第三宣言か否かの序』と、『シュルレアリスム宣言』を『第一宣言』として併収し、『溶ける魚』は切り離されることになった。
ブルトン著の他の作品として、現実の女性、ナジャとの出会いで現実の背後にある超現実の存在を実感する体験を語った、ドキュメントの散文作品『ナジャ』の他、『狂気の愛』『通底器』『シュルレアリスムと絵画』など、またスーポーとの共著による、自動記述のテクストを集成した『磁場』、エリュアールとの共著『処女懐胎』などがある。

## シュルレアリスムの父
ブルトンはシュルレアリスムを創始し、理論化し、運動として組織したが、実際に着想を与えたのはジャック・ヴァシェである。またテオドール・ブランケルもシュルレアリスムに大いなる貢献をした。その中でブルトンは前述の通り「法王」として君臨した。そのようなブルトンは、エルンストやダリ、ロジェ・ヴィトラック、ジョルジュ・バタイユ、アントナン・アルトー、ルネ・クルヴェルら多くの芸術家をシュルレアリスムから「除名」している。このブルトンの態度、行動、やり方といったものには多くの人間が反発しており、例えばダリは「ブルトンはシュルレアリスムの父であり、子は常に父より優れ、子であるダリはその父から離れていった」と語っている。最初の妻シモーヌはブルトンとの結婚以前に、友人への手紙でブルトンを「率直な」人物と評していたが、著書にしばしば見られる過激な言葉などからも、ブルトンの人柄がいくらか知れるだろう。アラゴン、エリュアール、スーポーといった、シュルレアリスムを創始したメンバーのほとんどは、後にブルトンの元を離れている。アントナン・アルトーとは決別したが、精神病院からの退院後、交流を再開している。
- 自動記述

自動記述（オートマティスム）は、何も予定せず、先入観を捨て去り文章を書き付けるという、主に文学の表現方法で、シュルレアリスム宣言の中に示されているシュルレアリスムの定義に即したものと言えるだろう。ブルトンは自動記述を重視し、スーポーとの共著による、自動記述の方法によった文章を集成した『磁場』が、最初の「テクスト・シュルレアリスト」と言える。ブルトンは、その後もシュルレアリスム宣言に併収された物語集「溶ける魚」など、自動記述をシュルレアリスムの重要な要素としていた。しかし、シュルレアリスムの「法王」としての、教条的な態度と、自動記述法を重視する態度に、マグリットなど、反感を覚える人物もいた。日本のシュルレアリストとして知られている瀧口修造は、自動記述の方法を用いて作品を書いている。巖谷國士などは、自動記述、またその成果を高く評価している。

## 主な訳書一覧
- 『シュルレアリスム宣言』
  - 『シュルレアリスム宣言・溶ける魚』巖谷國士（岩波文庫）、旧版は学芸書林
  - 『超現実主義宣言』生田耕作（中公文庫）
  - 『シュールレアリスム宣言集』森本和夫（現代思潮新社）
  - 『シュールレアリスム宣言』稲田三吉（現代思潮社）
  - 『シュルレアリスム宣言集』江原順（白水社）
- 『ナジャ』
  - 『ナジャ』巖谷國士（白水Uブックス、のち岩波文庫）。『ナジャ論』巖谷國士（白水社）
  - 『ナジャ』栗田勇（現代思潮新社）
  - 『ナジャ』稲田三吉（現代思潮社）
- 『秘法十七番』
  - 『秘法十七』入沢康夫（人文書院）
  - 『秘法十七番』宮川淳（晶文社）
- 『通底器』　
  - 『通底器』足立和浩（現代思潮新社）
  - 『通底器』稲田三吉（現代思潮社）
- 『ブルトン詩集』稲田三吉（思潮社シュルレアリスム文庫）
- 『処女懐胎』服部伸六（ポール・エリュアールとの共著、思潮社）
- 『恋愛 L'amour』（ポール・エリュアールとの共著、エクリ）
- 『狂気の愛』
  - 『狂気の愛』笹本孝（思潮社）新版刊
  - 『狂気の愛』海老坂武（光文社古典新訳文庫）
- 『性についての探究』野崎歓編（白水社）
- 『魔術的芸術』巖谷國士、谷川渥ほか（河出書房新社）、新版刊
- 『シュルレアリスムと絵画』粟津則雄ほか（人文書院）
- 『至高の愛 ― アンドレ・ブルトン美文集』松本完治（エディション・イレーヌ）
- 『シュルレアリスム簡約辞典』(ポール・エリュアール共著、)江原順（現代思潮新社）
- 『超現実主義と絵画』滝口修造（復刻版：ゆまに書房）
- 『シュルレアリスムとは何か』秋山澄夫（思潮社）
- 『ブルトン、シュルレアリスムを語る』稲田三吉・佐山一（思潮社シュルレアリスム文庫）
- 『アンドレ・ブルトン集成』（人文書院）、6巻分のみ出版、未完結。
  - 『アンドレ・ブルトン集成1』(1970) ナジャ / 通底器
  - 『アンドレ・ブルトン集成3』(1970) 慈悲の山 / 地の光 / 溶ける魚 / 磁場 / 私なんか忘れますよ / すみませんが
  - 『アンドレ・ブルトン集成4』(1970) 自由な結びつき / 白髪の拳銃 / ヴィオレット・ノジェール / 水の空気 / 暗い洗濯場にて / 1935-1940 / 余白一杯に / 蜃気楼 / 1940-1943 / 総目録 / 震えるピン / 外人びいき / シャルル・フーリエへのオード / 拾遺 / 星座 / A音 / 作業中徐行せよ / 処女懐胎
  - 『アンドレ・ブルトン集成5』(1970) シュルレアリスム宣言集 / シュルレアリスムの政治的位置 / シュルレアリスムとは何か
  - 『アンドレ・ブルトン集成6』(1974) 失われた足跡 / 黎明
  - 『アンドレ・ブルトン集成7』(1971) 野をひらく鍵
- 『ピエール・モリニエの世界』生田耕作（ピエール・モリニエとの共著、奢霸都館）
- 『黒いユーモア選集（セリ・シュルレアリスム）』山中散生・小海永二ほか（国文社）
- 『黒いユーモア選集』（河出文庫 全2巻）編著（上記の新版）
- 『マルティニーク島蛇使いの女』松本完治訳、エディション・イレーヌ、2015年。
- 『太陽王アンドレ・ブルトン』アンリ・カルティエ＝ブレッソン共著、松本完治訳、2016年。
- 『等角投像』松本完治編、エディション・イレーヌ、2016年。
- 『シュルレアリスムと抒情による蜂起 ― アンドレ・ブルトン没後50年記念イベント全記録』松本完治編、塚原史、星埜守之、前之園望共訳、2017年。

## 伝記研究
- ジュリアン・グラック『アンドレ・ブルトン　作家の諸相』

永井敦子訳 、人文書院、1997年
- アンリ・ベアール『アンドレ・ブルトン伝』

塚原史、谷昌親訳、思潮社、1997年
- 『三極の星　アンドレ・ブルトンとシュルレアリスム』

オクタビオ・パス、鼓宗訳　青土社 1998年

## ブルトンが登場するフィクション
- 川又千秋『幻詩狩り』
- 安部公房「バベルの塔の狸」（『壁』所収）

## 全集
- 『アンドレ・ブルトン全作品集１』1988年、プレイヤード叢書　年譜

## 関連人物
- ジークムント・フロイト
- カール・マルクス
- レフ・トロツキー
- ロートレアモン伯爵
- ジョルジュ・バタイユ
- パブロ・ピカソ
- サルバドール・ダリ
- ジョルジョ・デ・キリコ
- マックス・エルンスト
- 瀧口修造
- 巖谷國士
- 岡本太郎